# Агри
Агри (тур. Ağrı) је град у Турској у вилајету Агри. Према процени из 2009. у граду је живело 85.795 становника.

## Становништво
Према процени, у граду је 2009. живело 85.795 становника.
| 1990.  | 2000.  |
| ------ | ------ |
| 58.038 | 79.764 |